# Bosque de Algarrobos de Tiataco

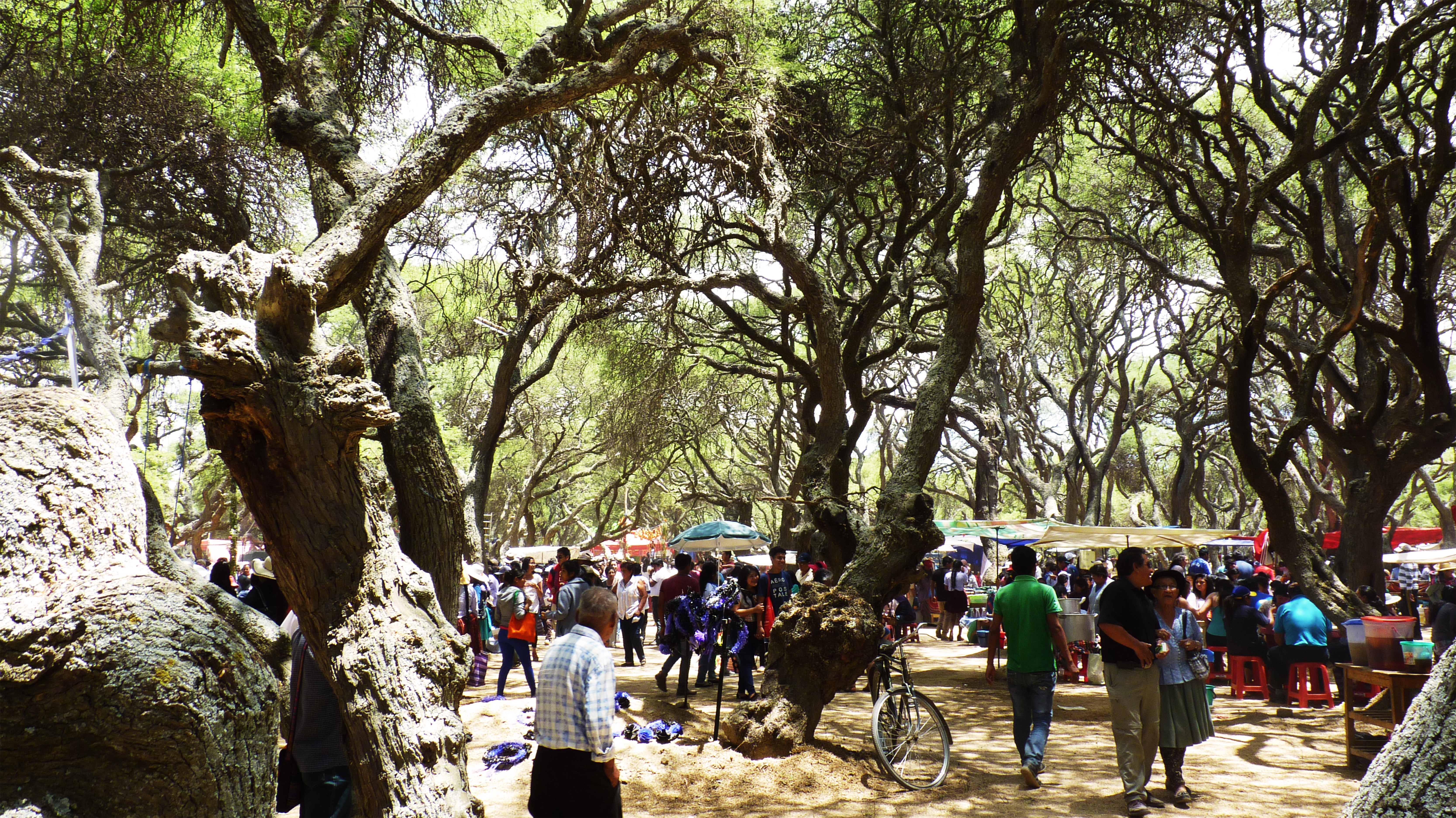
Festejo de la Wallunk'a en el Bosque de Algarrobos de Tiataco

El Bosque de Algarrobos de Tiataco es un área protegida municipal y patrimonio natural, cultural e histórico del Estado Plurinacional de Bolivia  (Ley N°434), ubicado en el municipio de Arbieto, provincia Esteban Arze en el departamento de Cochabamba.

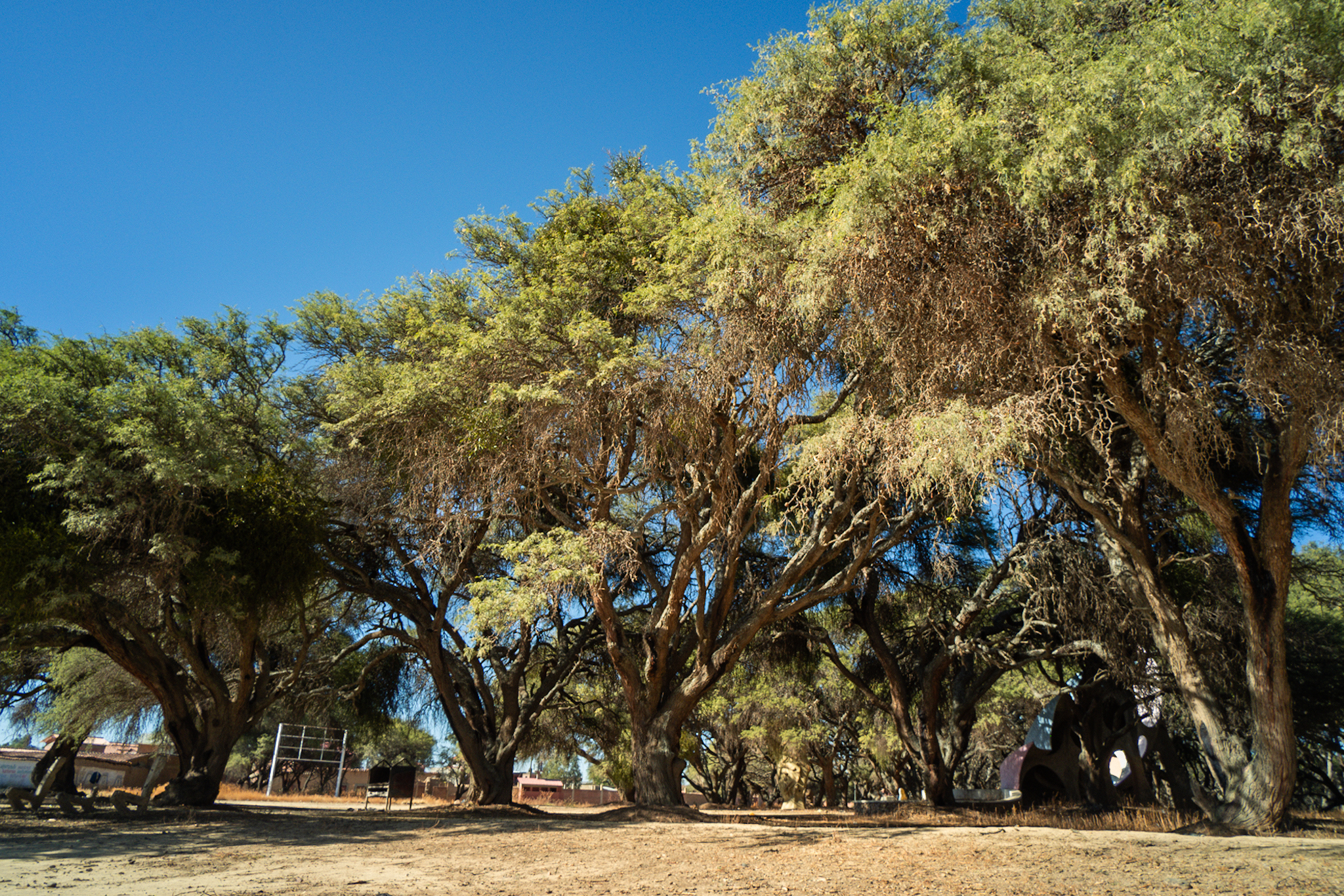
Área Municipal de Manejo Integrado Bosque de Algarrobos Tiataco
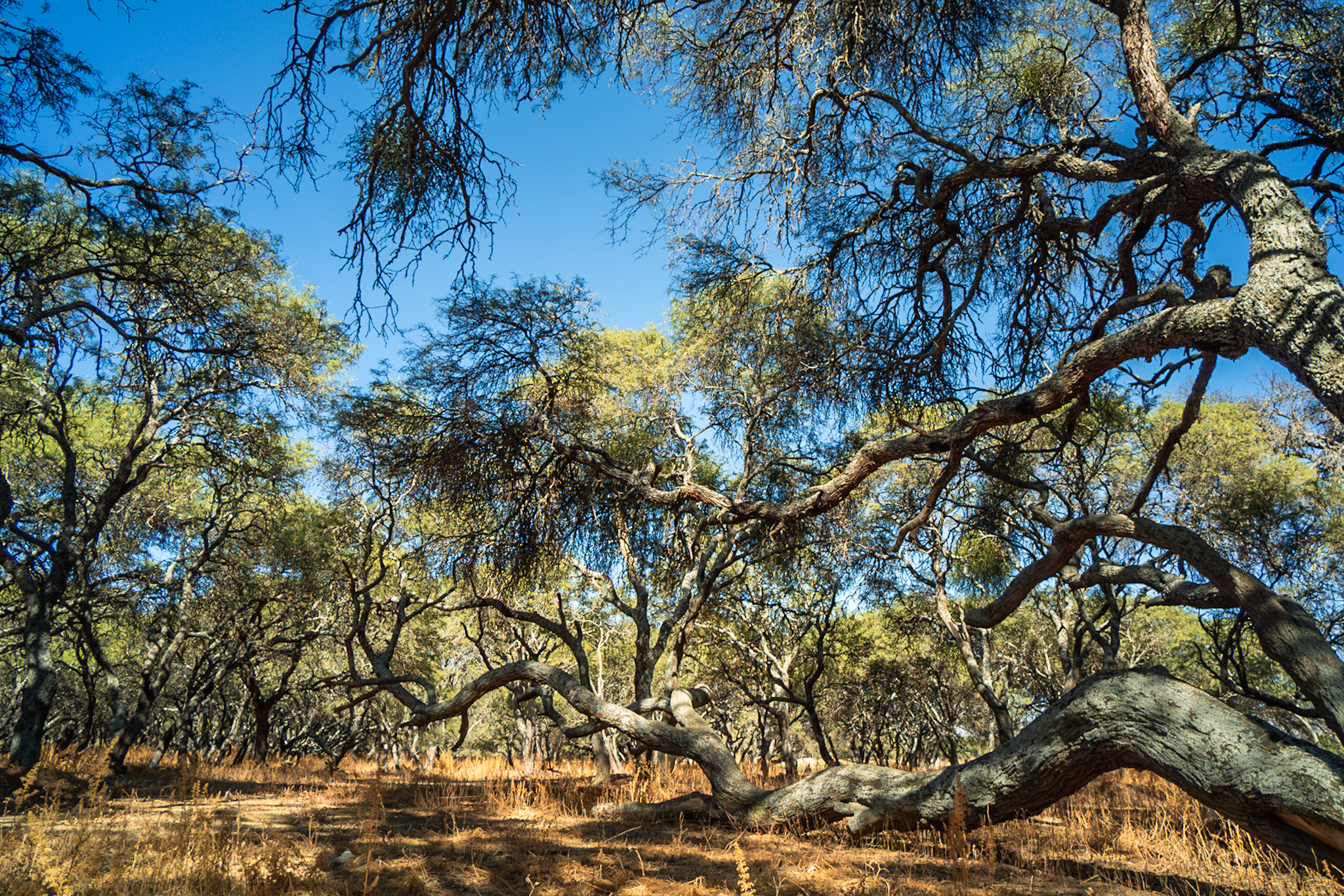
Área Municipal de Manejo Integrado Bosque de Algarrobos Tiataco
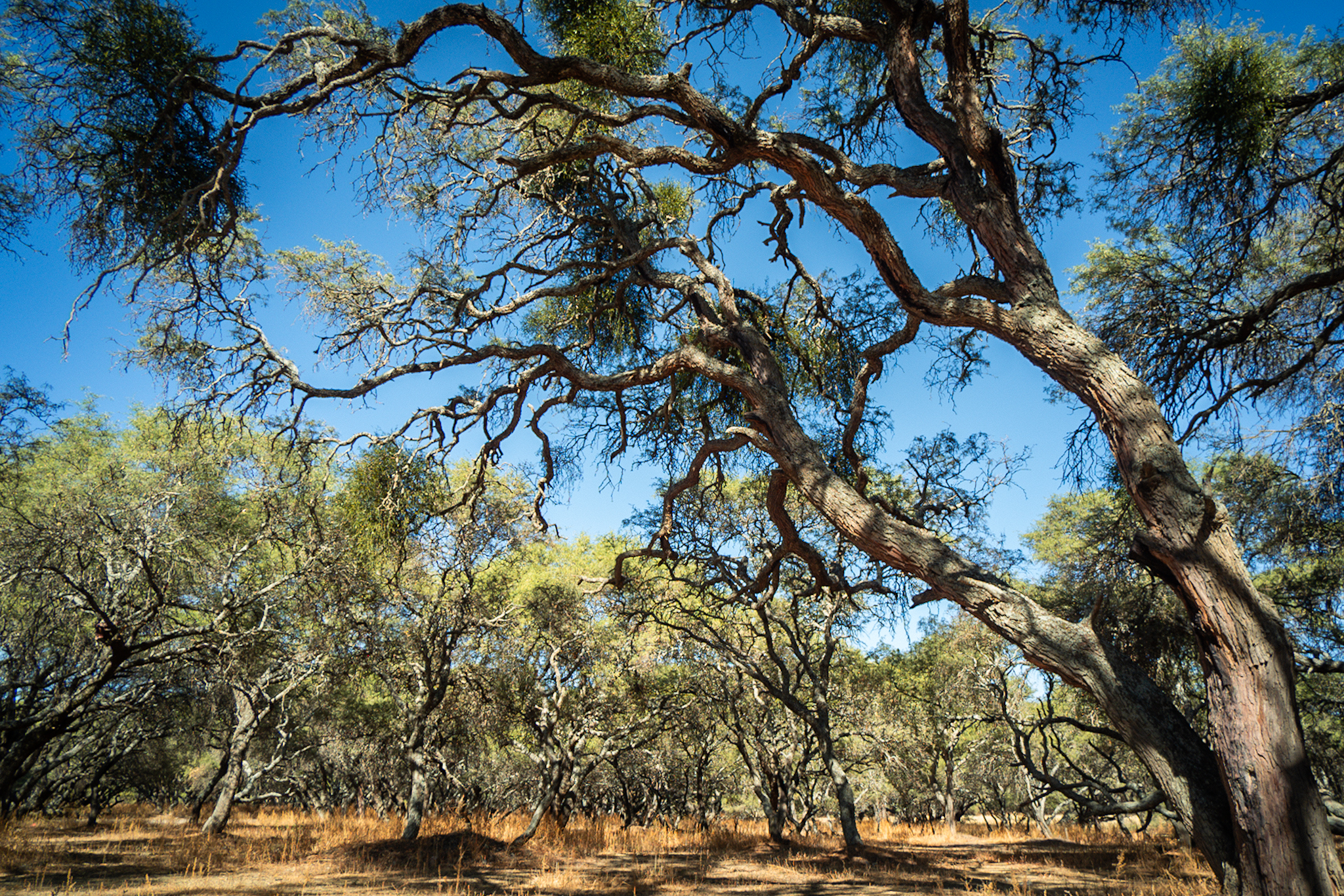
Área Municipal de Manejo Integrado Bosque de Algarrobos Tiataco
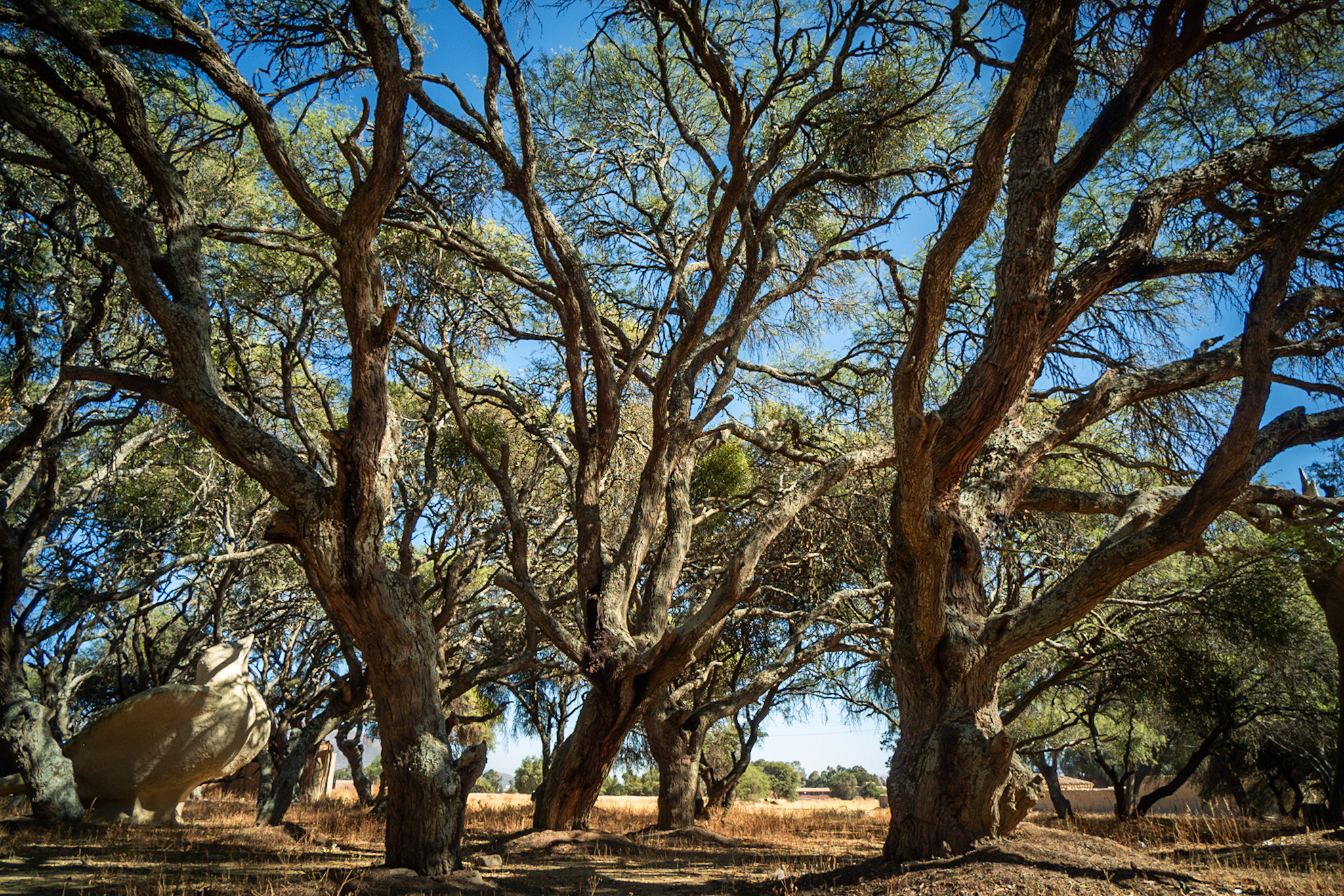
Área Municipal de Manejo Integrado Bosque de Algarrobos Tiataco
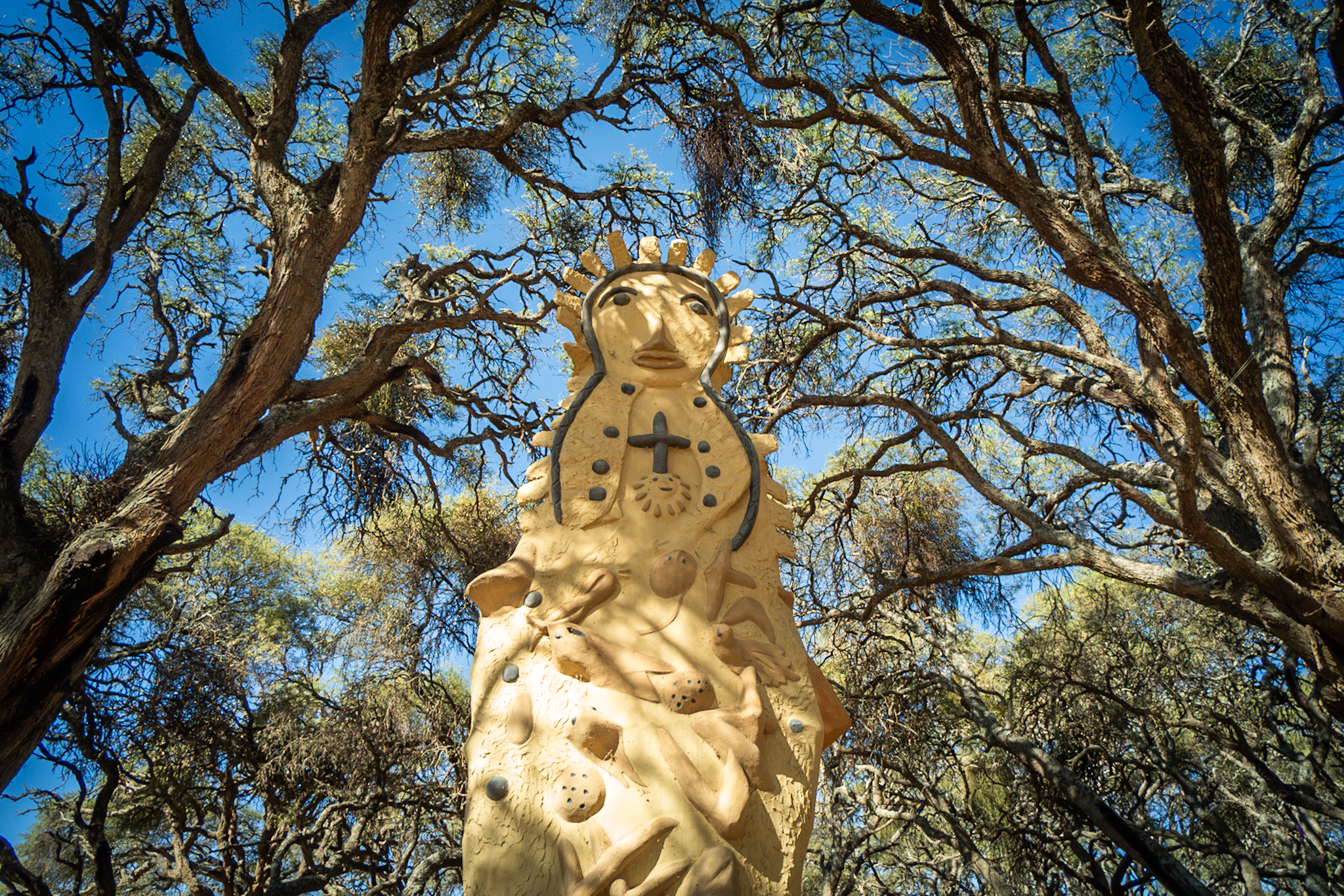
Área Municipal de Manejo Integrado Bosque de Algarrobos Tiataco
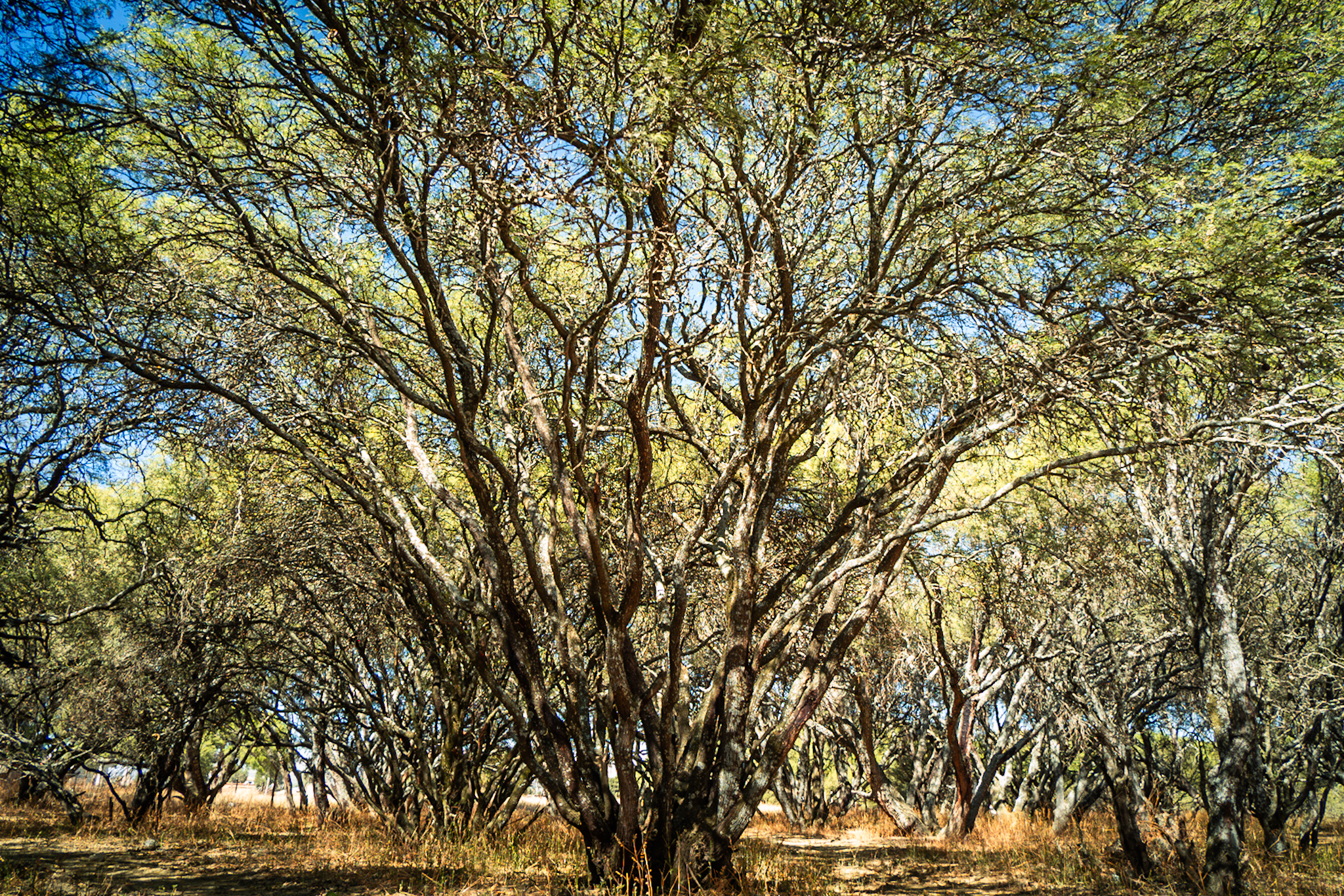
Área Municipal de Manejo Integrado Bosque de Algarrobos Tiataco
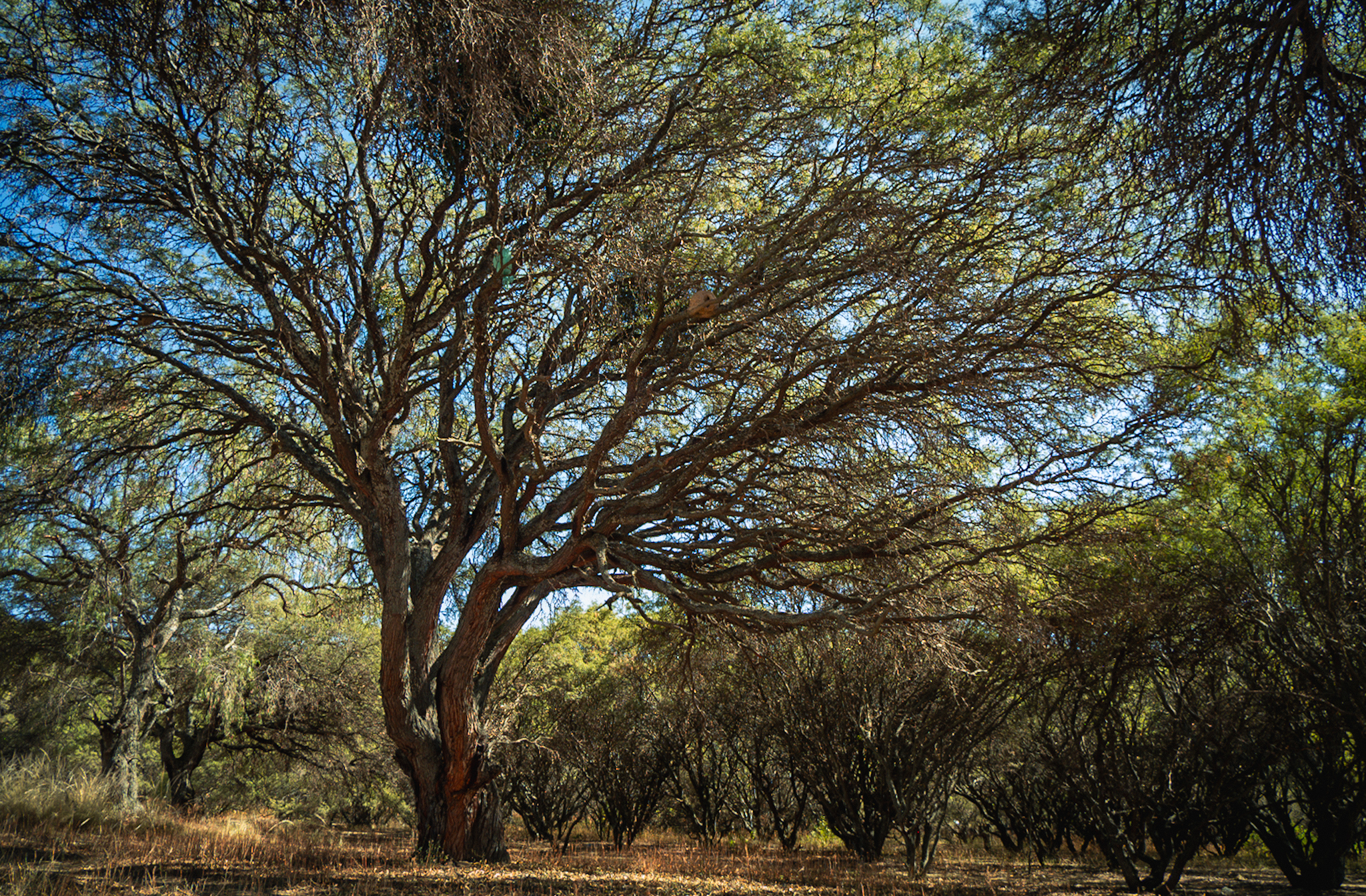
Área Municipal de Manejo Integrado Bosque de Algarrobos Tiataco
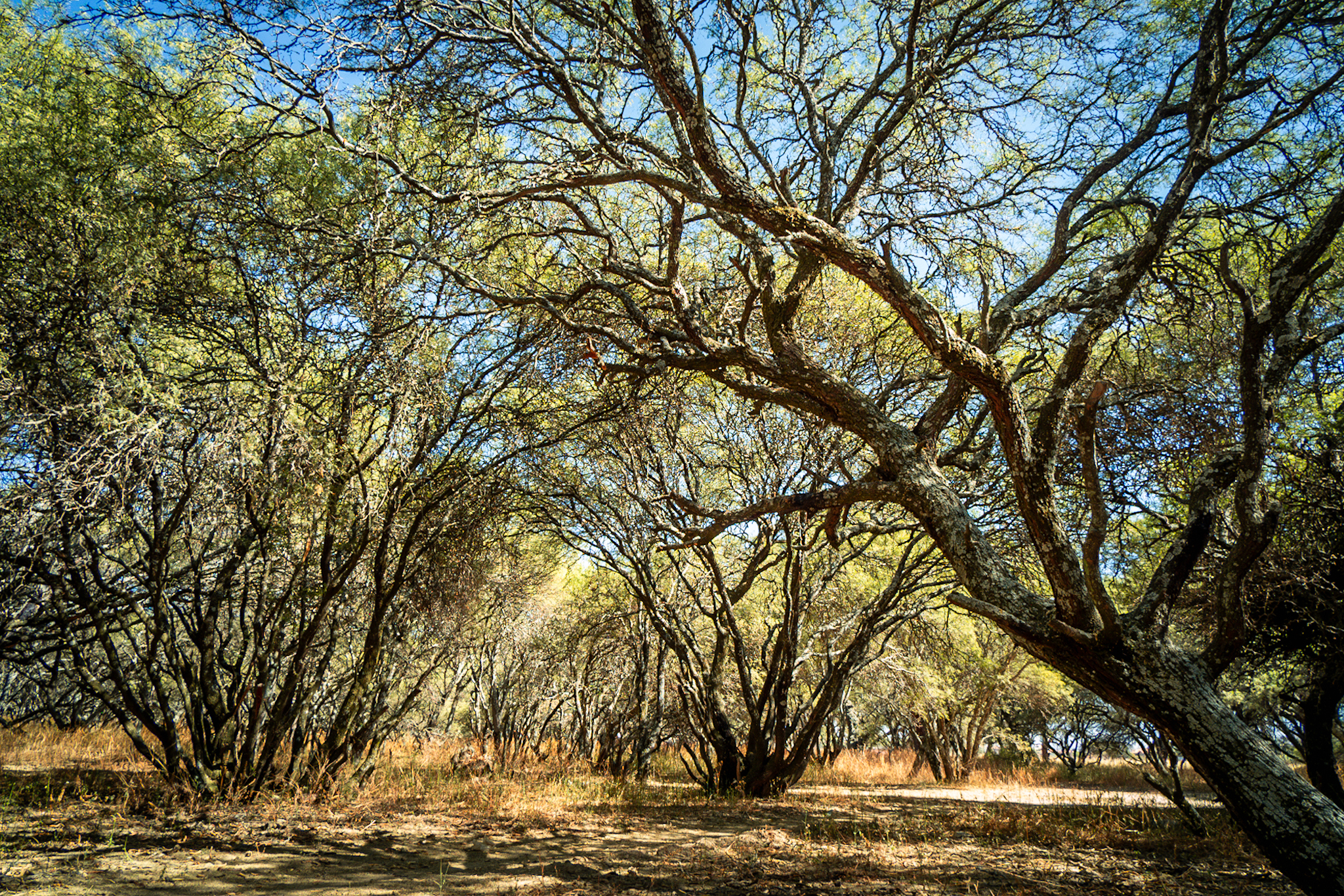
Área Municipal de Manejo Integrado Bosque de Algarrobos Tiataco
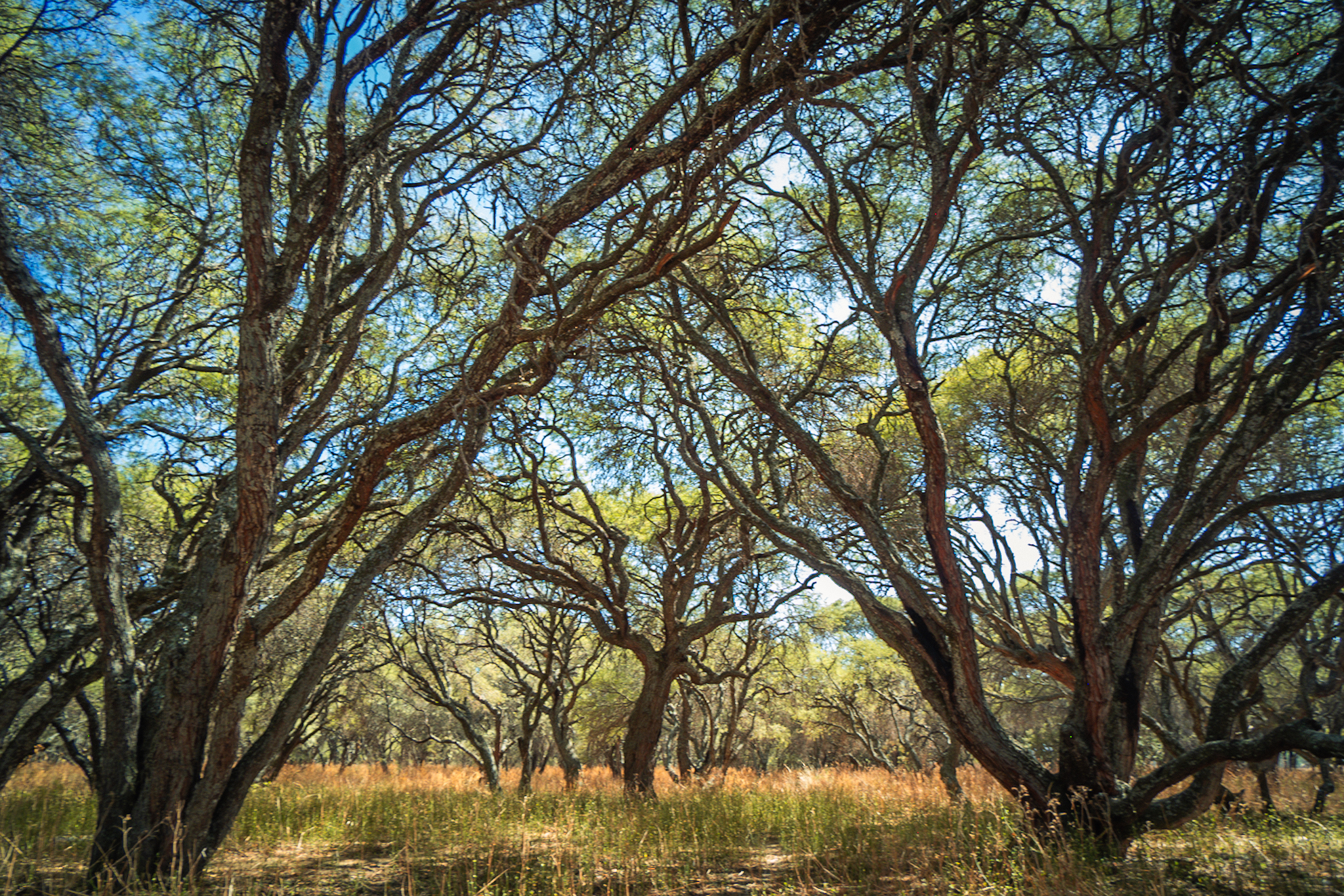
Área Municipal de Manejo Integrado Bosque de Algarrobos Tiataco
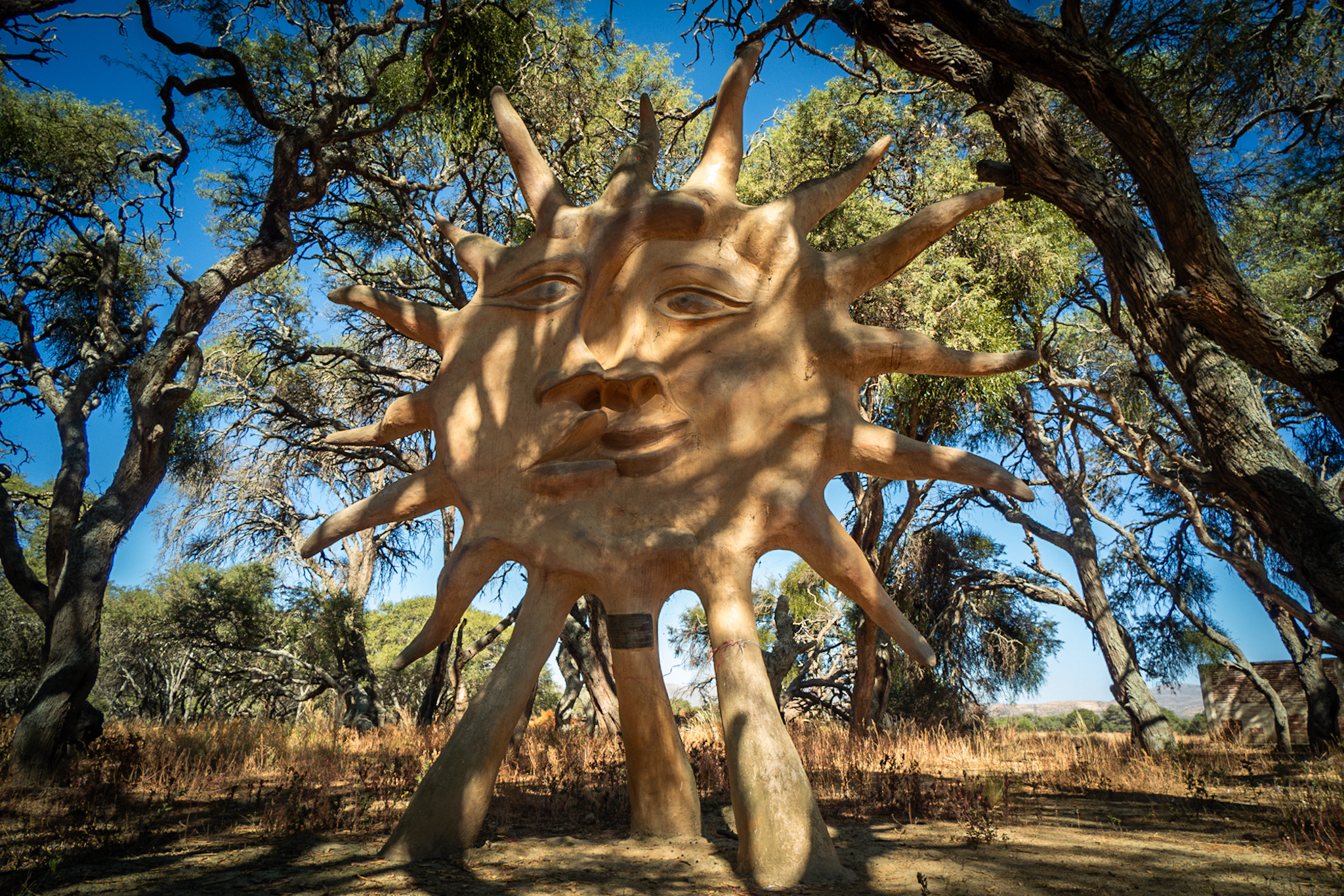
Área Municipal de Manejo Integrado Bosque de Algarrobos Tiataco
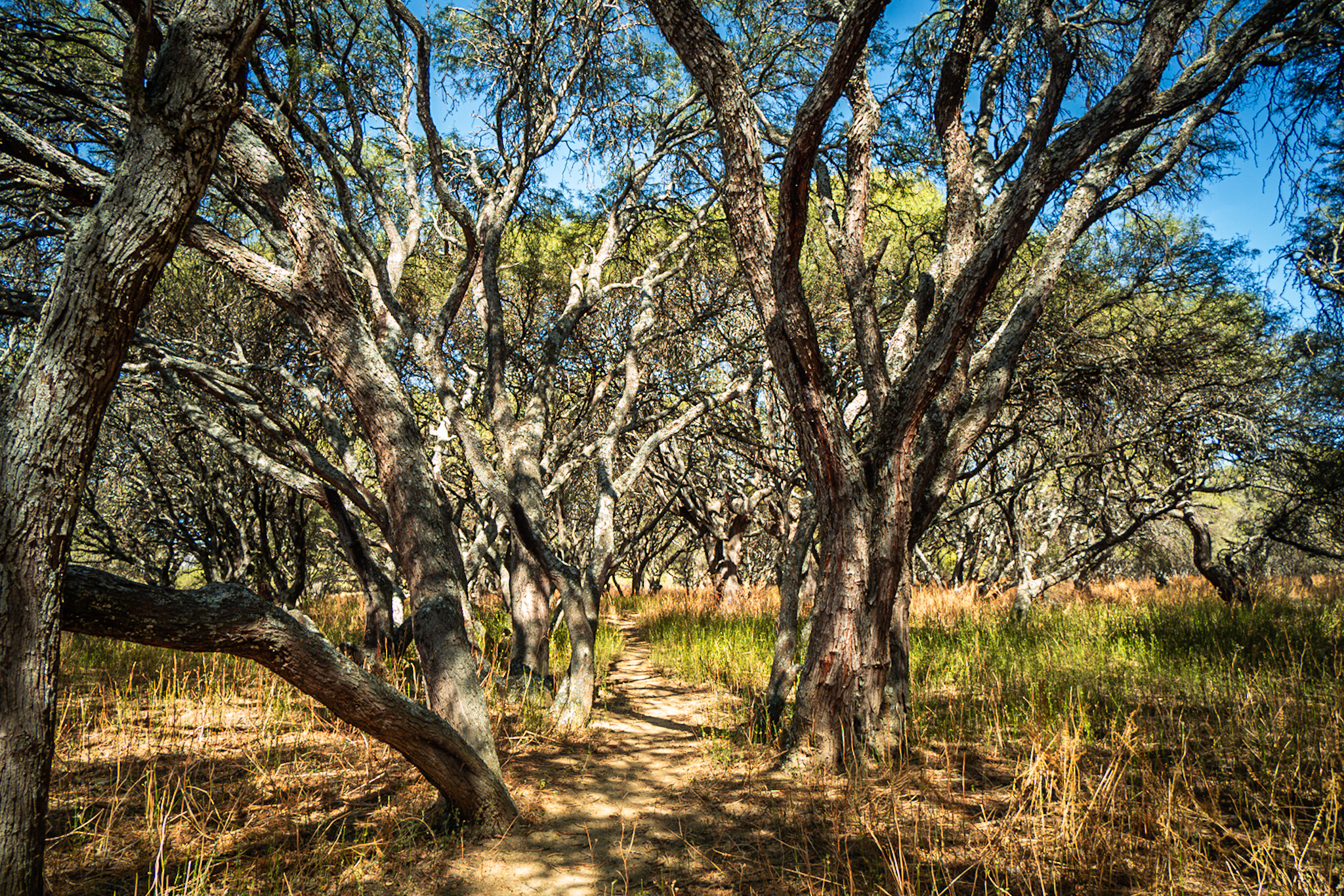
Área Municipal de Manejo Integrado Bosque de Algarrobos Tiataco
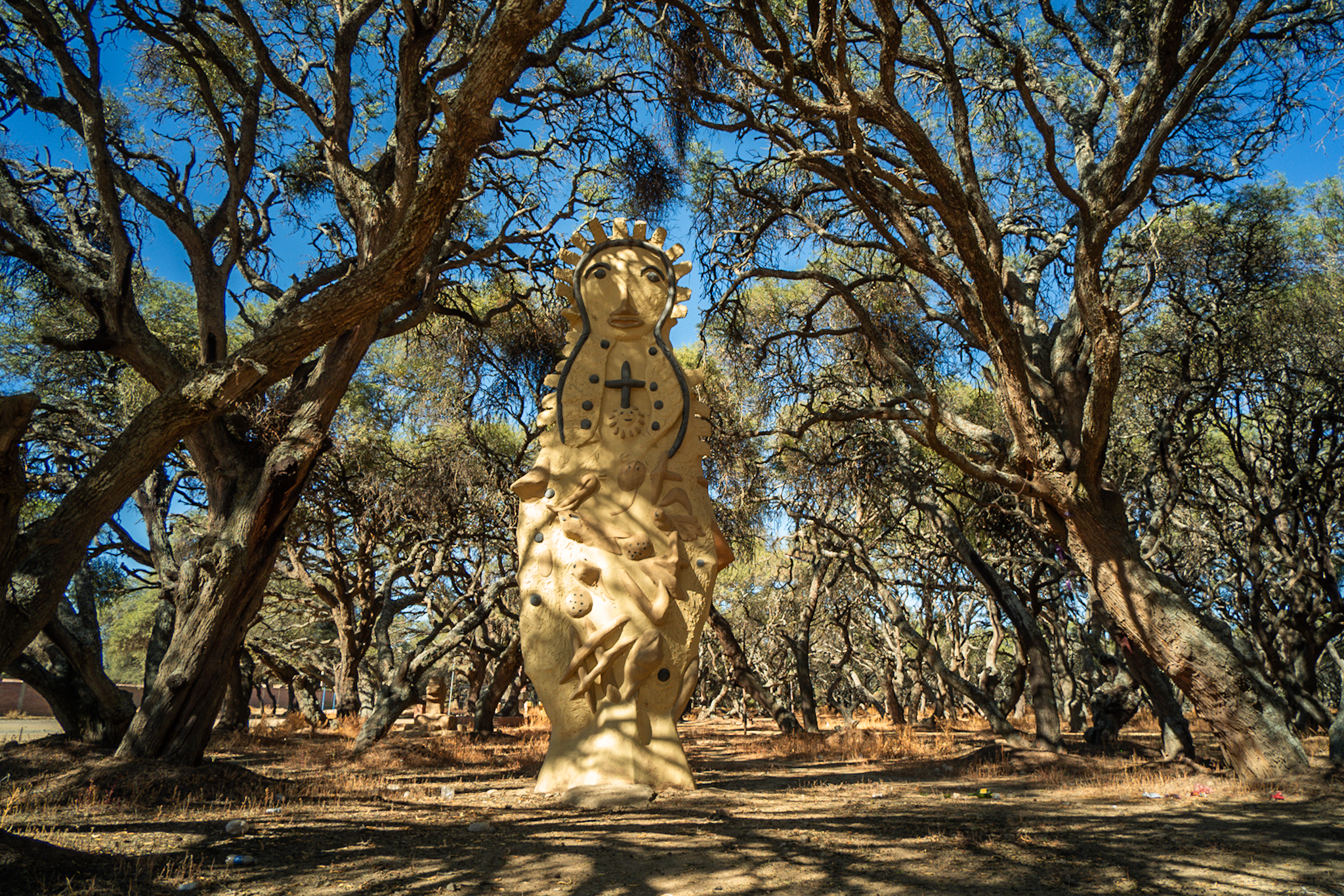
Área Municipal de Manejo Integrado Bosque de Algarrobos Tiataco
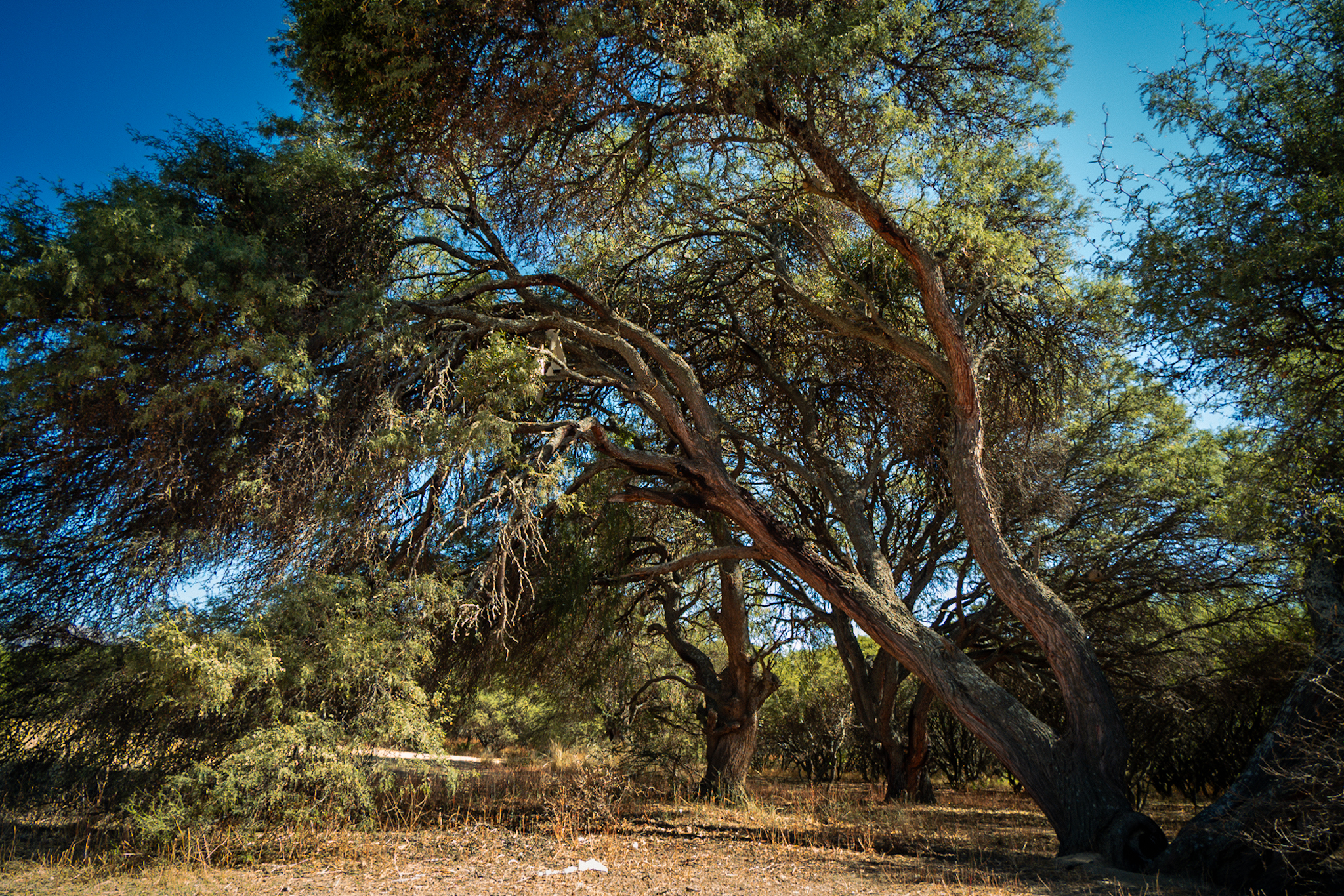
Área Municipal de Manejo Integrado Bosque de Algarrobos Tiataco
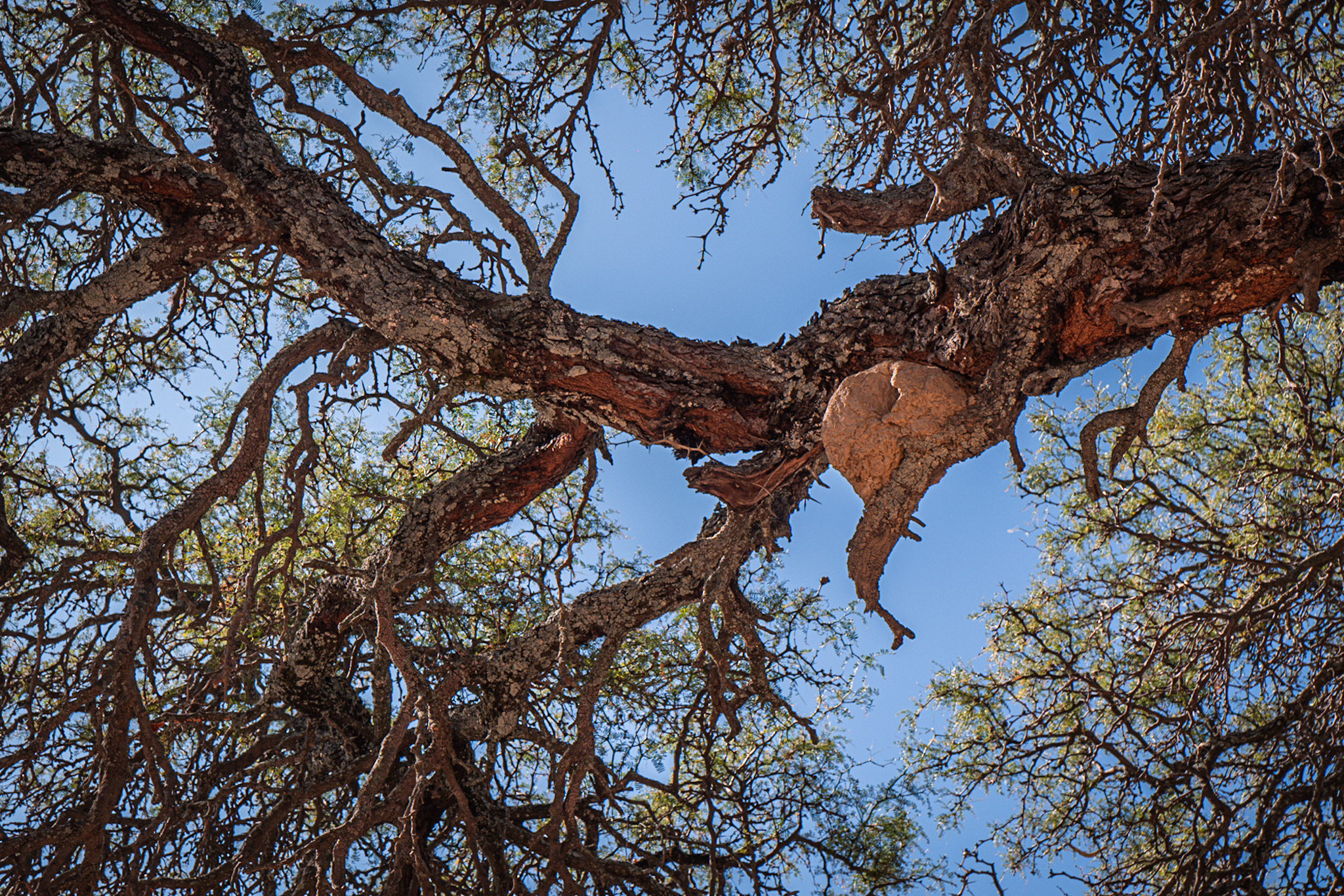
Área Municipal de Manejo Integrado Bosque de Algarrobos Tiataco

Se caracteriza por la frondosidad y la edad de sus árboles de algarrobos.
Culturalmente es conocida porque en este espacio se desarrollan las tradicionales Wallunk´a nativa y el Mast´aku (fiesta de la vida y la muerte en la cosmovisión andina). También se celebra el carnaval de antaño.
En el aspecto histórico, en este bosque descansaron las tropas de Esteban Arze en la Batalla de Aroma (1810).

## Nivel de protección
Esta área está protegida por:
- Ordenanza Municipal N° 031/2006, del 4 de septiembre de 2006.

## Atractivos
- Flora y fauna silvestre.

## Cultivos y frutas
El fruto del algarrobo es un alimento de origen vegetal, rico por su alta concentración en almidón y proteínas. En la antigüedad constituía la dieta de muchos pueblos indígenas.
La harina de algarroba tiene un aspecto y sabor similar al polvo de cacao.